# Holtensen (Göttingen)
Holtensen is een dorp in de Duitse gemeente Göttingen in de deelstaat Nedersaksen. Het dorp werd in 1973 bij de stad Göttingen gevoegd en is sindsdien grotendeels versmolten met de stad. Holtensen wordt voor het eerst genoemd in een oorkonde uit 1299.
- Virtual International Authority File: 246222021